# Willy Eberling
Hugo Willy Eberling (* 20. Februar 1902  in Weimar; † 29. Oktober 1974 in Berlin) war ein deutscher Parteifunktionär (SPD/KPD/SED) und Vorsitzender der Thüringer Landeskommission für staatliche Kontrolle.

## Leben
Willy Eberling entstammte wie sein jüngerer Bruder Hans Eberling einer Handwerkerfamilie. Nach dem Besuch der Volksschule absolvierte er eine Lehre als Büroangestellter, als der er auch arbeitete. Im Jahre 1919 trat er dem Zentralverband der Angestellten (ZdA) und der Sozialdemokratischen Partei Deutschlands (SPD) bei. Er engagierte sich auch in der „Kinderfreunde“-Bewegung und in der Sozialistischen Arbeiterjugend (SAJ), deren Thüringer Vorsitzender er 1924 wurde. Er besuchte nationale und internationale Jugendkongresse 1929 in Wien und in Prag 1930. Von 1930 bis 1933 war er Schatzmeister und Bezirkssekretär der SPD Groß-Thüringen. Ehrenamtlich leitete er die Arbeiterwohlfahrt (AWO) als Geschäftsführer.
Nachdem aufgrund des Gleichschaltungsgesetzes der Thüringer Landtag neu gebildet wurde, wurde er kurzzeitig dort Abgeordneter, verlor danach wie alle Mitglieder der Arbeiterparteien sein Mandat. Von 1934 bis 1940 war er Nähmaschinen-Vertreter. Im Widerstand gegen den Nationalsozialismus beteiligte er sich nicht. Eberling wurde 1940 zur Wehrmacht einberufen und geriet in sowjetische Kriegsgefangenschaft, aus der er jedoch 1945 entlassen wurde auf sein Versprechen hin, sich am sozialistischen Neubeginn zu beteiligen. Er trat in die Kommunistische Partei Deutschlands (KPD) ein und wurde Hauptabteilungsleiter im Thüringer Ministerium für Versorgung. 

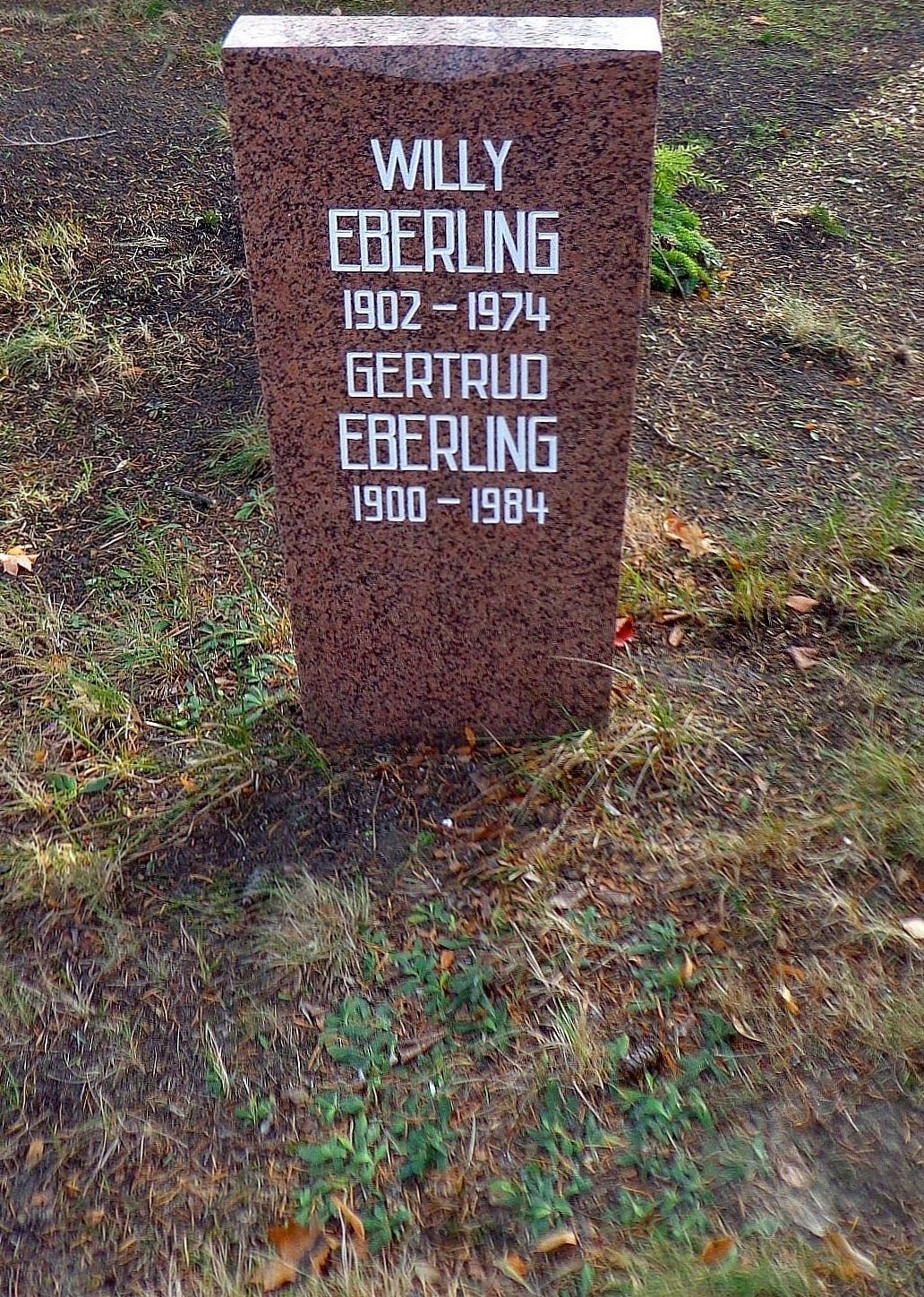
Grabstätte

Im Sommer 1948 übernahm er auf Weisung Walter Ulbrichts den Vorsitz der Landeskommission für staatliche Kontrolle (LKK). In dieser Funktion war er an führender Stelle für die Gleichschaltung verantwortlich und trug zu wesentlichen Schauprozessen bei. So ließ Eberling nach der Verhaftung von Leonhard Moog Mitglieder der LDPD, die in führender Position in der Meininger Landeskreditbank und der Landesfinanzdirektion tätig waren, verhaften. Ende 1949 veranlasste die LKK eine Verhaftungswelle gegen Sozialdemokraten in Thüringer Handelsgenossenschaften. Die Landeskontrollkommission war ein Instrument der Sonderjustiz mit umfassenden Vollmachten. Innerhalb des ersten Jahres des Bestehens wurden mehr als 500 Wirtschaftsstrafverfahren eingeleitet. Diese dienten vielfach der Säuberung der Landesverwaltung.
Seine Urne wurde in der Grabanlage Pergolenweg des Berliner Zentralfriedhofs Friedrichsfelde beigesetzt.

## Veröffentlichung
- Die Stellung der Revisionskommissionen in den konsumgenossenschaftlichen Organisationen, ihre Aufgaben und deren Durchführung. Hrsg.: Felix Müller, Verband deutscher Konsumgenossenschaften, Berlin 1958